# Charles Courtenay, 19. Earl of Devon

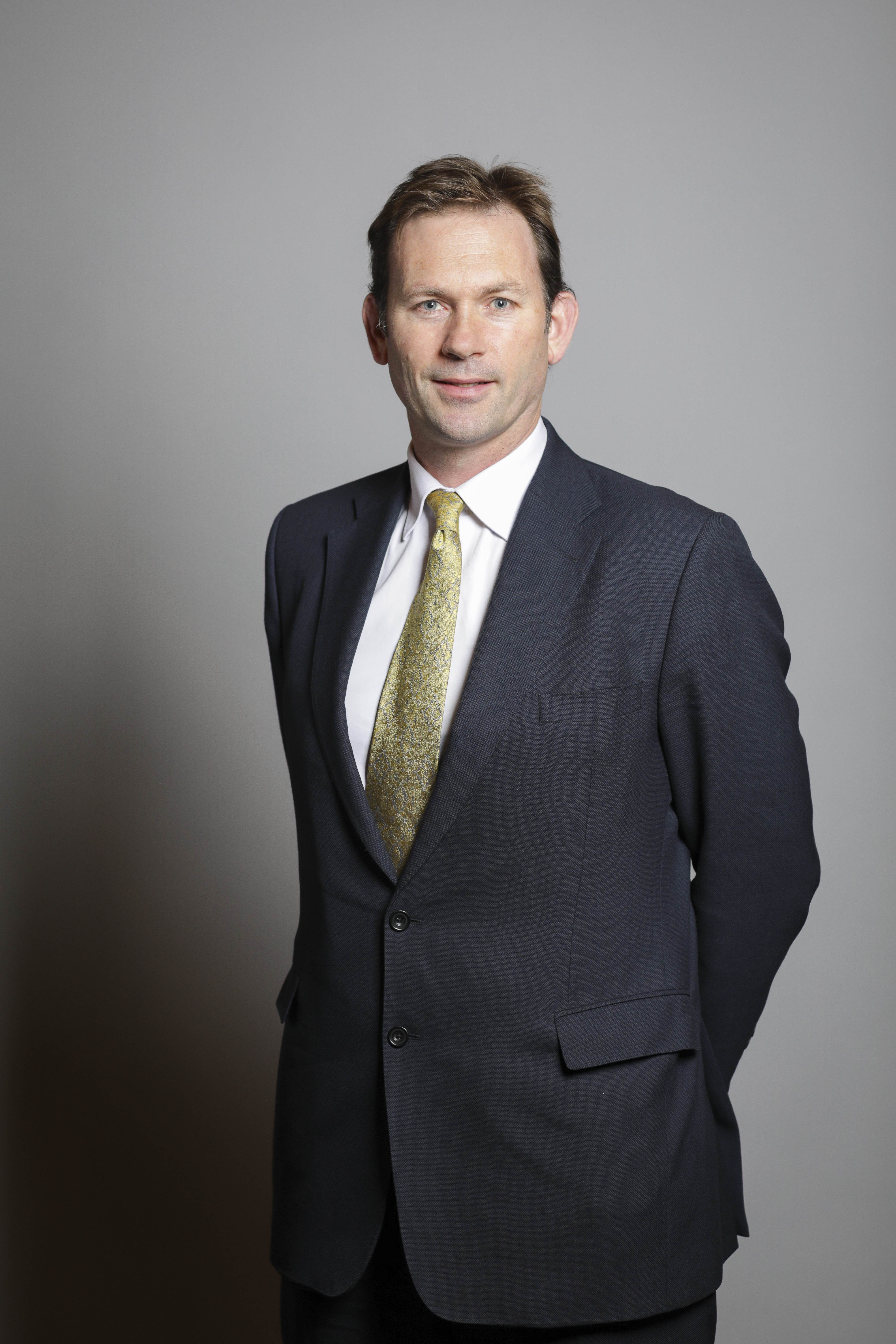
Charles Courtenay, 19. Earl of Devon, 2019

Charles Peregrine Courtenay, 19. Earl of Devon (* 14. August 1975) ist ein britischer Peer, Jurist und Politiker.

## Leben
Er ist einzige Sohn des Hugh Courtenay, 18. Earl of Devon (1942–2015) und der Diana Watherston. Er gehört dem Adelsgeschlecht Courtenay an. Als Heir apparent seines Vaters führte er von 1998 bis 2015 den Höflichkeitstitel Lord Courtenay.
Wie in der englischen Oberschicht üblich, wurde er zunächst am Eton College erzogen. Danach studierte er Jura am St. John’s College der Universität Cambridge. Ab 2001 vervollkommnete er seine juristischen Kenntnisse an der Inns of Court School of Law, nachdem er bereits 1999 als Barrister beim Inner Temple zugelassen worden war.
Danach ging er in die USA, wo er in Los Angeles, in einer Anwaltskanzlei als Rechtsanwalt tätig war. Hier lernte er auch die amerikanische Schauspielerin Allison Joy Langer kennen, die er 2004 heiratete.
Seine Anwaltstätigkeit in Los Angeles gab er 2014 auf und kehrte dauerhaft mit seiner Familie nach London zurück. Beim Tod seines Vaters 2015 erbte er dessen Titel als 19. Earl of Devon. Mit dem Titel fielen auch die Familiengüter in der Grafschaft Devon an ihn. Seitdem residiert er auf dem Familiensitz der Earls, Powderham Castle in Devon.
Im Juli 2018 bewarb er sich um einen freigewordenen Sitz im House of Lords, der im Rahmen des House of Lords Act 1999 erblichen Peers vorbehalten ist. Bei dieser Nachwahl erlangte er die meisten Stimmen und wurde so Mitglied des Parlaments. Der Earl of Devon ist parteilos und sitzt daher bei der Fraktion der Crossbencher.
Aus seiner Ehe mit Allison Joy Langer hat er zwei Töchter und einen 2009 geborenen Sohn. Dieser Sohn, Jack Haydon Langer Courtnay, Lord Courtenay, ist sein Titelerbe (Heir apparent).